# グレイプニル (漫画)
『グレイプニル』は、武田すんによる日本の漫画。『ヤングマガジンサード』（講談社）にて、2015年Vol.11から2021年Vol.5まで連載された後、『月刊ヤングマガジン』（講談社）に移籍して2021年Vol.6から2023年5月号まで連載された。
ゆるキャラ系の着ぐるみの化物に変身する力をもった高校生と、その中に入ることができる少女を中心とするバトルラブコメ作品。
2020年6月21日時点でシリーズ累計発行部数を30万部突破している。

## あらすじ
加賀谷修一は、自身も知らない内に犬のぬいぐるみに似た「バケモノ」に変身する能力を得た高校生であり、その能力を隠しながら平凡な日常を送っていた。ある日、能力によって強化された嗅覚で、炎上する家屋の中に生存者を発見する。その少女・青木紅愛（クレア）は、自身を助けてくれた修一がバケモノであることを知ると、修一に接触し、行方不明の姉も彼と同じバケモノであることや、姉が託した「コイン」の秘密を探し求めていることを告げる。動揺する修一だったが、コインを求め突如襲撃してきた敵との戦闘を決行したことを機に、謎のコインを求める「収集者」たちの戦いに巻き込まれることになる。

## 登場人物
加賀谷 修一（かがや しゅういち）
声 - 花江夏樹、藤原夏海（小学生）
本作の主人公。高校3年生。着ぐるみに変身できる能力を持つ。自身も知らないうちに変身能力を得た。変身すると常人を遥かに超える力を発揮するほか、腰には特殊な銃が備えられており、戦闘時には発砲も行う。ただし本人の気質から戦闘は不得手で、基本的には中に入ったクレアが戦闘を行う。変身中は体の特性そのものがぬいぐるみに近くなり、例え首を切断されたり全身を粉砕されたりしても死亡とはならないが、自己治癒力も利かずそのまま変身を解除すると死んでしまう。
自身も知らないうちに変身能力を得て、炎上する家屋からクレアを救い出した際に変身した姿を見られており、それがきっかけでクレアに目を付けられる。
氷川との戦闘を経て、クレアが持つコインが自身の変身の鍵であること、また変身した自身の「中」に人を入れられることを知り、そしてコインを求める「収集者」たちとの戦いに身を投じることになる。
奥手な性格で、喧嘩もまったくできない。そのため、変身しても単独ではパワーを発揮できず一方的に攻撃を受ける場面も多々ある。一方で、敗北を悟ると中にいるクレアを外に出して自らが囮になろうとするなど、臆病というわけではない。
円に敗北した後、クレアがただ一人汚れ仕事を遂行しようとしているのを見て覚悟を決め、彼女だけに罪を背負わせないように「二人で一つ」であることを再確認する。以降はクレアに頼らずとも一人で敵に止めを刺すなど、精神面での成長が随所で見られるようになる。
何らかの事情でエレナに精神干渉が施されており、人が生活しているように見えない埃だらけの家を何も不思議がることなく暮らしている。両親はすでに死亡しているが、彼の認識上は共働きであり自分が寝ている間に家を出入りしているものと思い込んでいる。
クレアによると修一の中には「汁」があり「めちゃくちゃ蒸れる」とのことで、基本的に中にクレアが入る際は下着姿や水着姿になる。
青木 紅愛（あおき くれあ）
声 - 東山奈央
本作のヒロイン。修一の2個下（高校1年生）の少女。作中ではカタカナで「クレア」と表記されることが多い。バケモノの存在を認めてもらえず、焼身自殺を図っていたところを変身した修一に助けられ、彼に目をつける。
修一と同じく変身能力を持った姉が両親を殺害したうえで謎のコインを残して失踪したため、真実を知るべく修一を誘い、共に収集者との戦いに身を投じることになる。
当初は本心を隠したように修一を利用するかのような言動が多かったものの、氷川との戦闘を経てからは修一と「二人で一つ」となることを誓い、江麗奈の急襲で修一の首が切断された際は、約束通り自らも死を選ぼうとするほど重要な存在となっている。
本人に戦闘能力は無いものの、変身した修一の中に入ることでその力を引き出すことができ、修一にはできない暴力以上の汚れ仕事を行う。
特に敵対する者に対しては容赦なく、場合によっては殺害も厭わない。また正面から勝てないと悟ると汚れた策でも容赦なく実行する。円に敗北した後は、仲間を全員救うために夾竹桃の毒と山火事を併用して焼き討ちを行う人道から外れた行為であっても迷わず実行した。
修一相手にはほとんど羞恥心を見せず、平気で下着姿や全裸になるほか、処女であることを告げるなど、彼に対しては非常に大胆に出る。一方で自身に触れようとした宇宙人に膝蹴りをお見舞いしたり、アプローチをかけてくる陽太に対し辛辣な言葉を浴びせるなど、身持ちは堅い。
肝が据わっており、戦闘時にも冷静で躊躇なく銃撃したり相手を戦闘不能にしたりするが、怖いもの（ホラー映画）は苦手であると語っている。
青木 江麗奈（あおき えれな）
声 - 花澤香菜
クレアの姉。両親を殺害し、クレアにコインを残して失踪した。
いわゆる「コミュ障」を思わせる言動とは裏腹に禍々しく他人を圧倒するような雰囲気をまとっている。コインを「宇宙人」に渡すことで、能力を得られることを修一に教え、彼の変身の原因であることを告げて謝罪する。しかし直後、何者かが修一の中にいることを察すると豹変、修一の首を引きちぎり、中にいたクレアにコインを渡して宇宙人の居場所を告げると再び失踪する。
修一とは幼馴染であったが、他の幼馴染をめぐる事件に関連してその記憶は彼女の力で修一から抹消されている。
宇宙人
声 - 櫻井孝宏
潰れたラブホテルのそばにある自動販売機の近くにいる男。見た目は普通の人間だが決まった姿を持たず、現在のそれは変身能力によって化けた姿である。人の毛を食するように取り込むことで、対象とそっくりの姿に化けることができる。
コインを集めており、コインさえ渡せば能力を授けたり、致命的なダメージからの回復の手助けもしてくれる。
精神や知識をデータとして圧縮する技術を持っていたが、宇宙船の故障と共にそれが散り散りになったために人間に力を与えてそれらを探している。「行方不明の仲間」との再会を望んでおり、そのために助けを求めているという。一方で、自分からコインを集めようとはしないなど、同胞意識はあまり強くない様子。
ちなみに肉体的には完全に人間のオスとのことで、半裸のクレアを触りたがったり、果ては変身の際に陰毛を要求したりしている。後述するほのかが、他人そのものへの変身を願った際は驚愕するなど、精神面は割とまとも。
三船 奈々
声 - 伊藤美来
修一を気に掛ける同級生の少女。
虻川
声 - 長谷川芳明
修一の友達で円の仲間。山火事に巻き込まれて死亡。
氷川
声 - 石上静香
収集者。陸上部に所属していた。
スランプに悩んでおり、変身能力の力を借りて身体能力を向上させるも、次第に体の制御ができなくなっていった。他の能力者はそのような事態になってはいないが、彼らは有事の際に力を行使するに留まっていたのに対し、日常的に使い続けていたことに差異がある。
たまたま、クレアがコインを持っているのを目撃し、修一とクレアを襲った。
三部 忠則（さんべ ただのり）
声 - 安元洋貴
鍛えられた肉体を持つ大学二年生。髑髏のような顔貌に二本の角と鋭利な大剣のような腕を持つ巨大なモンスターに変貌する。修一の銃撃を受けても片腕の負傷だけで済む程度の強靭さと、変身した須藤を一撃で真っ二つにする程切れ味の高い腕を持つ、攻守ともに隙のない男。
強さにあこがれて力を得て以降、コインとは無関係に収集者たちと命を懸けた戦闘を挑んでいる。その途中で修一たちと出会い、対決する。
おぞましい風貌とは裏腹に礼儀正しく、命のやり取りを求めていながらも、捨て身のクレアの決死の覚悟を見て自ら敗北を宣言。修一の男気に触れ、クレアのコイン探しにおける切り札として協力を快諾する。他方、下着姿のクレアを前にして動揺するなど、女性に対しては免疫がない模様。
小柳 紗耶香（こやなぎ さやか）
声 - 伊藤静
宇宙人の仕掛けた「ゲーム」を終わらせるため、チームを作った少女。レズビアンであり、かつては女性教師と関係を持っていた。
髪でチョーカーを作って対象の首に巻くことで契約を結ぶ能力を持ち、相手が裏切ったり欺いたりするとチョーカーが対象の命を奪う。明確に「裏切者を罰する能力」を望んだため、変身能力はない。
江麗奈の同級生。かつて友人が自身の秘密を洩らしたために教師が自殺して以降は人間不信に陥っており、それを和らげてくれたのが江麗奈であった。そのため、彼女が殺人鬼であることに疑問を抱いている。
吉岡 千尋（よしおか ちひろ）
声 - 市ノ瀬加那
紗耶香のチームに所属する、動物を愛する少女。動物の言葉が聞きたいと願ったためか、変身すると頭部に犬のような耳が出現する。
なくした財布を探して外出した際に修一と仲良くなり、彼の中に入ることになる。
クレア以外で修一の中に入った初めての少女であり、クレアよりも先に（伝達ミスとはいえ）全裸で入り、心も体も、記憶さえも完全に一つとなった唯一の存在である。そのため、江麗奈の電話番号などの修一が失った記憶さえも把握しており、単独で江麗奈の調査を行う。
池内（いけうち）
声 - 千葉翔也
紗耶香のチームに所属する、眼鏡をかけた少年。映画製作が趣味。変身すると頭部が望遠鏡のようになり、見た場面を録画する能力を持つ。
吉岡に対し執着心があり、彼女を監視するようなストーキングじみた行動も行っている。修一と吉岡が仲良くする姿を見て強烈な嫉妬心を見せる。
円との会敵後は戦意を喪失し、仲間を見捨てて逃亡。偶然遭遇した焼死寸前の円から罵詈雑言を浴びせられた後、大量のコインを受け取る。
アニメでは円側に寝返ろうとして紗耶香達の情報を密告しようとした事が裏切りとみなされチョーカーに首を締め切られて死亡。
村上 陽太（むらかみ ようた）
声 - 寺島拓篤
紗耶香のチームに所属する。19歳のフリーターの青年。音楽が趣味。クレアによくアプローチをかけてはあしらわれている。
友人を守るための喧嘩で相手を大けがさせて高校を中退して以降、あまり戦いを好んでいない。しかし実力はチーム内で最も高く、紗耶香が人質に取られた際は容赦ない攻撃を浴びせた。
春日 勇（かすが いさお）
声 - 山本和臣
巨大なモンスターに変身する少年。花や植物を愛する。変身後は森や地形を自在に変形させる能力を発揮する。
円に敗北した後は戦意を喪失するが、クレアの策で夾竹桃を大量に植え、毒性の煙と炎で円を焼き討ちするための地盤を作る。
相原 未来（あいはら みく）
声 - 金元寿子
眼鏡をかけた長髪の少女。
透明になる能力を持っており、匂いも含め完全に不可視の存在になれる。
スバル
声 - 大地葉
巨大なバケモノを操る少年。江麗奈の仲間。
なくした財布を探しに来た修一と吉岡を急襲、一撃で握りつぶすほどのパワーを持つ。
泉（いずみ）
声 - 依田菜津
修一のクラスメート。
円（まどか）
声 - 岩田光央
宇宙船が墜落した山に巣食う、収集者軍団のボス。修一や陽太たちが束になっても勝てないほどの巨大な怪物に変身する。
暴力で相手を打ちのめし、縄張りの中で敵対する者は容赦なく皆殺しにする冷血漢である一方、仲間からの信頼は厚く、また自身を犠牲にしてでも仲間を守ろうとする。コイン収集もクズである仲間たちの願いを叶える力を得るためである。
回想シーンによればかつては清掃工場でゴミの分別作業員として働いており、人付き合いを避ける小心な人物であったが、コインを入手し変身能力を得たことを契機に現在の人格へと変化していった模様。
クモの姿をした森田（声 - 石谷春貴）、遠隔透視能力を持つ花川（声 - 渡辺紘）という部下がいる。
海斗
声 - 内山昂輝、東内マリ子（小学生）
元山田塾の生徒。宇宙船にほのかと共に居る。塾にいた際は川遊びに興じる仲間たちに勉強しようと促すなど、真面目なところがある。
数か月前、現在の愛子がほのかが変身したものだと気づき、修一たちに対処の協力を願うも誰も乗り気ではなく、たった一人で行動を開始。愛子はほのかが成り代わる際に殺されたのだと判断、報復として彼女を絞殺し、自殺に見せかけた。
しかし、実際は愛子は自殺であり、ほのかは自分を捨てて愛子になることを選んだのだと知る。さらには仲間全員がそのことに薄々気づきながらも現状を良しとし、良しとしなかった自分が無実であったほのかを殺してしまった事実に絶望し、世界全ての滅亡を望むようになってしまう。
現在は記憶を奪われているが、これを思い出してしまうと世界が終わってしまうという。修一の精神操作もそれを防ぐためのもの。
ほのか
声 - 白石晴香
元山田塾の生徒。コインの最初の収集者。髪を指で弄ぶ癖がある。
愛子を自殺から救えなかったことを悔やんでおり、愛子になることを望んで自分は「殺人事件の関係者で街から去った」という噂を流して存在を抹消した。その後、不完全な真実に到達した海斗に首を絞められるも、ほとんど抵抗することなく息絶える。
その後は、海斗の願いによるものか真っ白な姿で登場しており、ほのかや愛子の記憶を持つ者を探知し、その名前を当てられなかったものを抹消するという凶行に及んでいる。修一の両親も彼女によって消滅させられた。
直人
声 - 逢坂良太
元山田塾の生徒。江麗奈の仲間。
愛子の恋人であったが、その悩みには気づけなかった。後に愛子が別人になったのではないかという疑念を抱くも、薄々真相に気付いており深入りしないようにしていた。
愛子
声 - 花守ゆみり
元山田塾の生徒。正義感が強く朗らかな人物であったが、いじめを苦に自殺してしまった。

## 用語
収集者
宇宙人に能力を貰い、彼のためにコインを集めている者。
本人の心の底に秘めた願いを反映した能力を得る。明確な願いのビジョンを持つ者はその通りの能力が与えられ、曖昧な場合はそれに即した外見・能力を持った変身能力となる。
コイン
宇宙人が集めているアイテム。精神や知識が圧縮されたもので、宇宙人はこれを「同胞」と呼んでいる。宇宙船がバラバラになった際に町中に散らばった。
宇宙人はこれと引き換えに上記の能力を与えたり傷を癒すドリンクを与える。
100枚集めると宇宙人によって「さらなる力」が与えられるといい、収集者は100枚集めることを目指して互いに戦闘を繰り返している。

## 書誌情報
- 武田すん 『グレイプニル』 講談社〈ヤンマガKCスペシャル〉、全14巻
  1. 2016年3月18日発売[9]、ISBN 978-4-06-382752-1
  2. 2016年10月20日発売[10]、ISBN 978-4-06-382868-9
  3. 2017年4月20日発売[11]、ISBN 978-4-06-382957-0
  4. 2017年11月20日発売[12]、ISBN 978-4-06-510308-1
  5. 2018年6月20日発売[13]、ISBN 978-4-06-511455-1
  6. 2019年3月19日発売[14]、ISBN 978-4-06-514803-7
  7. 2019年12月20日発売[15]、ISBN 978-4-06-518417-2
  8. 2020年4月6日発売[16]、ISBN 978-4-06-519203-0
  9. 2020年11月19日発売[17]、ISBN 978-4-06-521341-4
  10. 2021年5月20日発売[18]、ISBN 978-4-06-523320-7
  11. 2021年12月20日発売[19]、ISBN 978-4-06-526170-5
  12. 2022年6月20日発売[20]、ISBN 978-4-06-528135-2
  13. 2023年1月19日発売[21]、ISBN 978-4-06-530415-0
  14. 2023年7月20日発売[22]、ISBN 978-4-06-532377-9

## テレビアニメ
『ヤングマガジン サード』2019年Vol.4にて発表された。2020年4月から6月までTOKYO MXほかで放送された。

### スタッフ
- 原作 - 武田すん[3]
- 監督 - 米田和弘[3]
- シリーズ構成 - 猪爪慎一[3]
- キャラクターデザイン - 岸田隆宏[3]
- 総作画監督 - 今岡律之、門智昭、牧孝雄[23]、吉岡毅
- プロップデザイン - 油布京子、平山寛菜
- 美術監督・美術設定 - 岡本有香[23]
- 色彩設計 - 坂上康治[5]
- 撮影監督 - 浅黄康裕[5]
- CGIディレクター - 江田恵一[23]
- 編集 - 坂本久美子[5]
- 音響監督 - 長崎行男[5]
- 音楽 - 佐高陵平[5]
- 音楽制作 - GOODSMILE FILM
- プロデュース・音楽プロデューサー - 小倉充俊
- プロデューサー - 伊平崇耶、Adam Zehner、古川慎
- アニメーションプロデューサー - 向峠和喜
- アニメーション制作 - PINE JAM[3]
- 製作 - グレイプニル製作委員会

### 主題歌
「Altern-ate-」
元KalafinaのH-el-ical//によるオープニングテーマ。作詞はHikaru//、作曲・編曲はグシミヤギヒデユキ。
「雨と体液と匂い」
Miliによるエンディングテーマ。作詞・作曲・編曲はYamato Kasai。

### 各話リスト
| 話数   | サブタイトル | 脚本       | 絵コンテ            | 演出              | 作画監督 | 総作画監督             | 初放送日      |
| ------ | ------------ | ---------- | ------------------- | ----------------- | --- | ---------------------- | ------------- |
| 第1話  | 僕の中には   | 猪爪慎一   | 米田和弘            | 米田和弘          | 今岡律之 門智昭 油布京子                                                                                                  | 今岡律之               | 2020年 4月5日 |
| 第2話  | 空っぽの意味 | 高橋ナツコ | 重原克也 江畑諒真   | 重原克也          | 山中正博 江畑諒真 日高真由美 門智昭                                                                                       | 今岡律之               | 4月12日       |
| 第3話  | エレナ       | リンリン   | 京極義昭            | 中西基樹          | 牧孝雄 茂木海渡 門智昭 福永智子 関口雅浩 小川エリ RERE SUWARIN PROMJUTIKANON CHOTANAN PIPOBWORACHAI STUDIO MASSKET 劉雲留 | 牧孝雄                 | 4月19日       |
| 第4話  | 変身願望     | 大久保昌弘 | 愛敬亮太 米田和弘   | 愛敬亮太          | 久々宮ぎん 油布京子 日高真由美                                                                                            | 今岡律之 門智昭        | 4月26日       |
| 第5話  | ヤバイ敵     | 大久保昌弘 | 川瀬まさお 米田和弘 | 北村将            | 塚本歩 日高真由美 | 吉岡毅                 | 5月3日        |
| 第6話  | 収集者       | 高橋ナツコ | 森田宏幸            | 葛西良信 米田和弘 | はっとりますみ たかはしなぎさ 小川エリ 松下純子 RERE SUWARIN PROMJUTIKANON CHOTANAN PIPOBWORACHAI                         | 門智昭 今岡律之        | 5月10日       |
| 第7話  | 変形         | リンリン   | 三鷹一駅 米田和弘   | 安藤貴史          | 日高真由美 山中正博 関口雅浩 油布京子                                                                                     | 牧孝雄                 | 5月17日       |
| 第8話  | 記憶の影     | 猪爪慎一   | 金崎貴臣            | 阿部雅司          | 大竹晃裕 長橋研太 橋本穂高 福地友樹                                                                                       | 今岡律之 門智昭        | 5月24日       |
| 第9話  | 激突のマーク | 大久保昌弘 | 森田宏幸            | 米田和弘 葛西良信 | 福永智子 福井麻記 鷲田敏弥 関口雅浩 塚本歩 森悦史 中屋了(アクション)                                                      | 今岡律之               | 5月31日       |
| 第10話 | 美しい花     | 高橋ナツコ | 追崎史敏            | 北村将            | 日高真由美 山中正博 斉藤香織 中島美子 宇津木勇 日下部唯津 茂木海渡 森悦史                                                 | 吉岡毅                 | 6月7日        |
| 第11話 | 決意の代償   | 猪爪慎一   | 森田宏幸            | 白石道太          | 原田峰文 西田美弥子 志賀道憲                                                                                              | 今岡律之 門智昭        | 6月14日       |
| 第12話 | 約束の場所   | リンリン   | 森田宏幸            | 安藤貴史          | 福永智子 久々宮ぎん 関口雅浩 塚本歩 福井麻記 日高真由美                                                                   | 福永智子 牧孝雄        | 6月21日       |
| 第13話 | 二人で一つ   | 猪爪慎一   | 米田和弘            | 林直孝            | 山中正博 門智昭 倉田衛 油布京子 茂木海人 中屋了 新井博慧 古橋聡 今岡律之 牧孝雄 吉岡毅                                    | 今岡律之 牧孝雄 吉岡毅 | 6月28日       |

### 放送局
| 放送期間               | 放送時間               | 放送局     | 対象地域 | 備考                                   |
| ---------------------- | ---------------------- | ---------- | -------- | -------------------------------------- |
| 2020年4月5日 - 6月28日 | 日曜 23:30 - 月曜 0:00 | TOKYO MX   | 東京都   |                                        |
|                        |                        | サンテレビ | 兵庫県   |                                        |
|                        |                        | KBS京都    | 京都府   |                                        |
|                        |                        | BS11       | 日本全域 | BS放送 / 『ANIME+』枠 一部追加規制あり |
| 2020年4月7日 - 6月30日 | 火曜 21:30 - 22:00     | AT-X       | 日本全域 | CS放送 / リピート放送あり              |

| 配信開始日   | 配信時間               | 配信サイト |
| ------------ | ---------------------- | --- |
| 2020年4月5日 | 日曜 23:30 - 月曜 0:00 | ABEMA |
|              | 日曜 23:30 更新        | Amazonプライム・ビデオ dアニメストア U-NEXT アニメ放題 バンダイチャンネル hulu FOD Netflix GYAO! J:COMオンデマンド TELASA みるプラス TSUTAYA TV あにてれ ニコニコチャンネル HAPPY!動画 Rakuten TV VIDEX ビデオマーケット ゲオTV ムービーフルPlus |